# Maria Oberbreyer
Maria Oberbreyer, född 22 november 1921, är en friidrottare från Österrike. Hon deltog vid olympiska sommarspelen 1948.